# Nécropole de Phalère
La nécropole de Phalère est une nécropole antique datant du VIIIe au IVe siècle av. J.-C. qui a été mise au jour dans la banlieue ouest d'Athènes, à proximité du site de l'ancien port de Phalère dans une zone appelée aujourd'hui Fáliro-Delta.

## Fouilles
Les fouilles ont été menées à partir de 2012 à l'occasion de la construction du Centre culturel de la fondation Stávros-Niárchos. Il s'agit d'une fouille de sauvegarde conduite par les archéologues grecs, sous la direction de Stella Chryssoulaki, directrice des antiquités (éphore) du Pirée. Plus de 1 900 sépultures ont été mises au jour.
L'étude anthropologique des squelettes a été confiée au laboratoire bioarchéologique Malcolm Wiener de l'American School of Classical Studies at Athens.

## Description
Les tombes sont en général des fosses creusées dans un sol sablonneux. Parmi elles, on trouve des tombes à enchytrisme, constituées de différents types d’amphores recueillant les restes de nouveau-nés ou d'enfants en bas âge.
La nécropole est un cimetière populaire, bien différent du cimetière du Céramique, avec ses stèles, ses sculptures et ses inscriptions.

## Les enchaînés de Phalère
La principale particularité de cette nécropole est la découverte, en 2016, de squelettes alignés dans deux fosses communes, la plupart avec les bras levés au-dessus de la tête et menottés. Ces tombes collectives sont datées, par l'étude de la céramique, du milieu du VIIe siècle av. J.-C. Les squelettes, au nombre de 80, correspondent à des hommes adultes, de 25 à 40 ans, morts de mort violente. D'autres squelettes enchaînés ont été trouvés dans la nécropole.
Selon les archéologues qui ont découvert ces fosses, il pourrait s'agir de conjurés de la conspiration de Cylon (vers 632 av. J.-C.), mis à mort après l'échec de celle-ci.
Il est prévu de présenter au public in situ les fosses avec les squelettes des enchaînés.